# Stapelia asterias
Stapelia asterias, auch Aasblume genannt, ist eine Pflanzenart aus der Unterfamilie der Seidenpflanzengewächse (Asclepiadoideae). Viele andere Arten der Gattung Stapelia (und anderer Vertreter der Stapeliinae) werden ebenfalls als Aasblume bezeichnet.

## Merkmale
Stapelia asterias bildet stammsukkulente, grün bis graugrüne, bis etwa 15 cm hohe Triebe, die annähernd zylindrisch bis abgerundet vierrippig sind. Der Durchmesser der Triebe beträgt ca. 1,5 cm. Die Wuchsform ist recht kompakt. Die Blättchen sind klein, meist deutlich unter 5 mm und ausdauernd (wenn sie ausgetrocknet sind). Bei größeren und älteren Pflanzen treten auch Nebenblattrudimente auf, bzw. treten deutlicher hervor. 
Der Blütenstand besteht aus einer, seltener aus mehreren Blüten, die hintereinander an einem Blütenstiel sitzen. Sie liegen häufig flach ausgebreitet auf dem Boden. Der Blütenstiel wird bis etwa 6 cm lang. Die Knospen sind breit oval und am äußeren Ende zugespitzt. Die Kelchblätter messen etwa 10 × 3 mm und sind grün, apikal auch purpurfarben werdend. Die Ränder sind schwach behaart. Die Blütenkrone misst bis 11 cm im Durchmesser und ist in der Regel flach ausgebreitet. Sie ist innen rosarot, bräunlich oder dunkelrot, außen hellgrün. Die Oberfläche ist meist glänzend mit querverlaufenden Runzeln besetzt, die sich farblich etwas abheben (oft weißlich oder gelblich). Die Kronenröhre ist kurz und gerundet fünfeckig; der Rand der Röhre  radial gefurcht. Die Kronenzipfel sind relativ lang und schlank, gerundet-dreieckig bis zugespitzt-längsoval; sie messen bis ca. 4,5 × 2,8 cm. Sie sind innen glatt oder schwach behaart. Gelegentlich treten auch kleine Papillen auf. Die Ränder der Kronenzpfel sind häufig nach außen umgebogen und mit Haaren besetzt. Die Haare sind weiß oder dunkelbraun bis dunkelrot. Die sehr variable Nebenkrone ist schwarzbraun. Die interstaminalen Nebenkronenzipfel sind rund 5 mm lang und apikal dreizähnig. Die staminalen Nebenkronenzipfel sind 6 bis 7 mm lang und stehen aufrecht. Sie besitzen einen breiten Apikalfortsatz und Dorsalflügel. Das Pollinium ist gelblich bis bräunlich; die äußere Form ähnelt einem D. 
Die Früchte stehen einzeln und sind blassbraun.
Die Chromosomenzahl beträgt 2n = 22.

## Verbreitung
Die Art kommt in der Westlichen Kapprovinz von Südafrika vor. Sie ist inzwischen auch in Kultur und in Spezialgärtnereien erhältlich.

## Synonyme
Die Art wurde von Francis Masson 1797 erstmals beschrieben. Das Typusexemplar stammte aus KwaZulu-Natal (Südafrika). Seither wurde die Art auch unter den folgenden Synonymen beschrieben.
- Stapelia stellaris Haworth
- Stapelia lucida De Candolle
- Stapelia asterias var. gibba N. E. Brown